# Jagdhaus Schellenberg

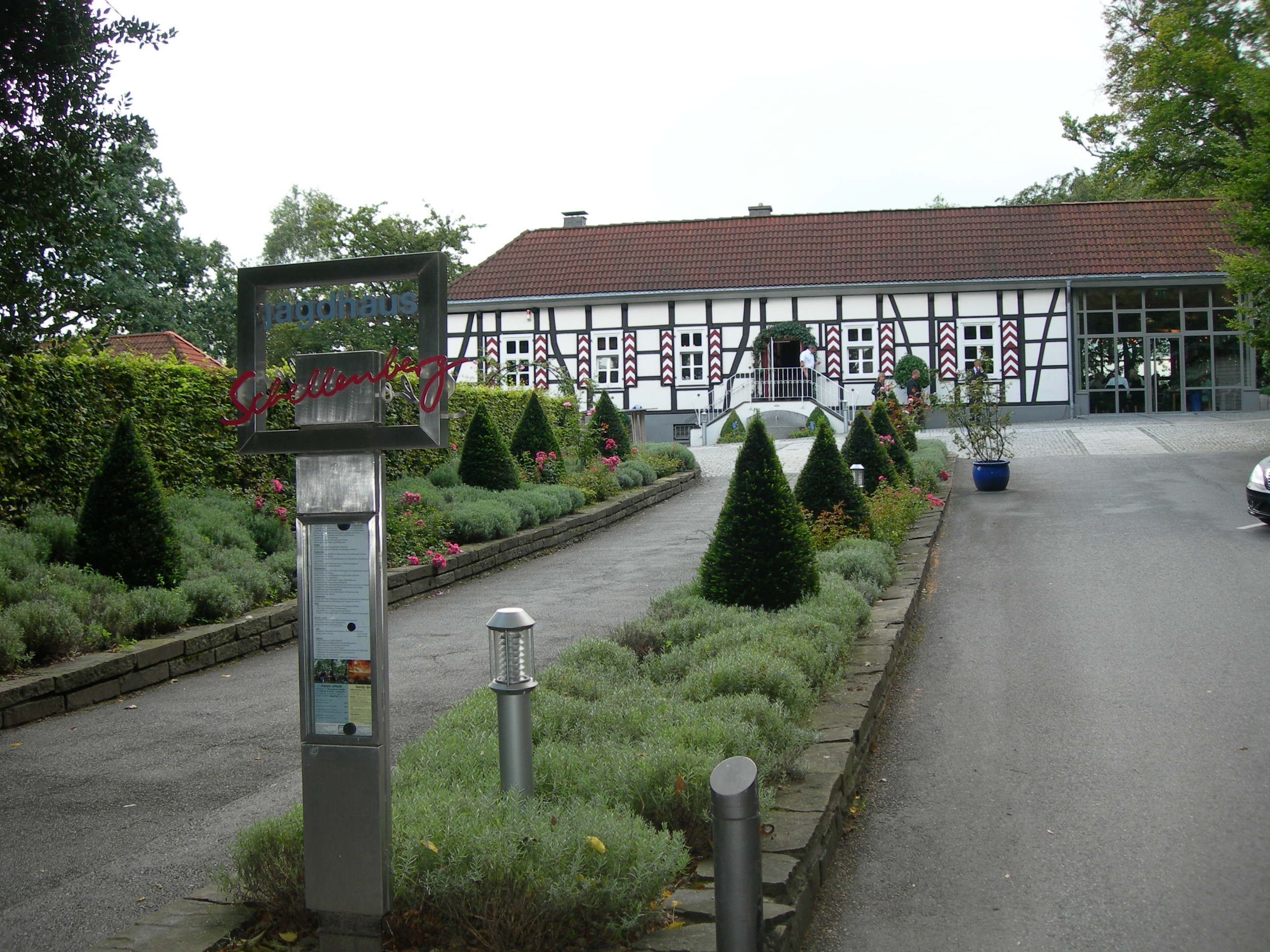
Jagdhaus Schellenberg

Das Jagdhaus Schellenberg ist ein historisches Gebäude auf den Ruhrhöhen im Essener Stadtteil Heisingen.

## Geschichte
Das Fachwerkhaus wurde 1836 vom Landeigentümer und Besitzer von Schloss Schellenberg, der Familie von Vittinghoff-Schell, als Wohnhaus für die Waldarbeiter errichtet. Später entstand dort die Kaffeewirtschaft „Schöne Aussicht“. Heute ist das Restaurant als „Jagdhaus Schellenberg“ bekannt.
Das Gebäude wurde mehrfach vergrößert. Seit 1999 besitzt die Essener HOPF-Gruppe das Gebäude, die es von 2000 bis 2001 entkernen und modernisieren ließ. Unter anderem entstand ein Wintergarten. Der Biergarten bietet eine Aussicht über den Baldeneysee. Das Haus ist von Wald und Wanderwegen umgeben. In der Nähe befindet sich die Korte-Klippe und die Ruine Neue Isenburg.
Siehe auch: Liste der Sehenswürdigkeiten in Essen

## Lage
- Anschrift: Heisinger Str. 170a, 45134 Essen